# Apistogramma borellii
Ка́рликова цихлі́да Боре́ллі, або апістограма Бореллі (Apistogramma borellii), також відома як жовта карликова цихліда — вид риб з родини цихлових (Cichlidae). Раніше була синонімом Apistogramma reitzigi.

## Поширення
Жовта карликова цихліда широко поширена в Південній Америці, переважно в Мату-Гросу і в районі Ріо Парагвай і тримається в основному статичних або повільно-текучих вод, багатих на водні рослини. Часто зустрічаються також серед коренів плаваючих рослин і в печерах.

## Опис
Самці набагато більші за самок, досягають 8—9 см завдовжки, самки — до 4 см.
Луска велика. Спина сіро-зелена, боки жовто-сірі, живіт жовтуватий. На жабрових кришках під очима багато зелених блискучих крапочок й смужок. При хорошому самопочутті у риб на боках тіла з'являється синюватий блиск.
Самець голубуватий з блискучою жовтою передньою частиною голови й живота. По тілу розкидані голубі блискучі цятки. Спинний плавник вищий, перші промені подовжені, спинний і анальний плавники — загострені.
Самка має менш інтенсивне забарвлення і має тіло жовтуватого кольору з темним візерунком.

## Поведінка і розмноження
Риби не живуть парами на постійній основі, вони роблять це лише під час нересту. Самці полігамні, тому в акваріумі повинно бути декілька самок, для кожного самця. Температура під час нересту 25—27 °C. За оптимальних умов (вода «стара», температура 28—30 °C, pH 6,5—6,7, dH 2-8) можуть відкласти від 40 до 70 (найбільше — 200) ікринок в укритті, найкраще в кокосі. Під час нересту самки набувають інтенсивного жовтого кольору з типовим візерунком, саме вони охороняють ікру й личинок. Самця після нересту краще відсадити. Ікринки коричнево-червоні, великі, овальні.

## Утримання
Це досить мирні риби і можуть утримуватись у загальному акваріумі. Риби віддають перевагу температурі 16—25 градусів і рН між 6 і 7.5. Акваріум тропічного лісу: вода «стара», м'яка, pH 6,4, температура 22—26 °C, освітлення яскраве, корчі, шкарлупа кокосів, ґрунт — галька 10—20 мм. Корм: мотиль, коретра, дафнія, циклоп. На рибу має припадати 10—15 л води.
| Рекомендовані умови в акваріумі | Рекомендовані умови в акваріумі            |
| ------------------------------- | ------------------------------------------ |
| Ємність                         | мін. 60 см в довжину (мін. 50 л)           |
| Температура води                | 20 — 30 °C                                 |
| Твердість води                  | 2 — 18 °n                                  |
| Величина pH                     | 5 — 8                                      |
| Корм                            | Їдять все, в основному живий і заморожений |

## Форми
- Apistogramma borellii Blue — «Голуба карликова цихліда Бореллі (Borellii Blue Dwarf)»
- Apistogramma borellii Cross — «Хрестова карликова цихліда Бореллі (Borellii Cross Dwarf)»
- Apistogramma borellii Opal — «Опалова карликова цихліда Бореллі (Borellii Opal Dward)»
- Apistogramma borellii Pantanal — «Карликова цихліда Бореллі з Пантаналу (Pantanal Dwarf Cichlid)»
- Apistogramma borellii Paraguay — «Карликова цихліда Бореллі з Парагваю (Paraguay Dwarf Cichlid)»
- Apistogramma borellii Red Head — «Червоно-голóва карликова цихліда Бореллі (Red Head Dwarf)»
- Apistogramma borellii Royal Blue — «Королівська голуба карликова цихліда Бореллі (Borellii Royal Blue Dwarf)»
- Apistogramma borellii Yellow Head — «Жовто-голóва карликова цихліда Бореллі (Yellow Head Dwarf)»